# Tail 'Gator
Tail 'Gator (しっぽでブン?, Shippo de Bun) è un videogioco a piattaforme sviluppato e pubblicato da Natsume nel 1991 per Game Boy.

## Trama
Il protagonista del gioco è Charly, un alligatore che deve sconfiggere il malvagio Basso Gila per riportare la pace nel regno di Moberry.

## Modalità di gioco
Sono presenti cinque scenari, quattro dei quali possono essere completati in qualunque ordine. Composti da un numero variabile di livelli, presentano un boss al termine del quadro.
Charly possiede un solo attacco, sebbene possa raccogliere power-up per incrementare la potenza del suo colpo. Scopo di Tail 'Gator è quello di aprire tutti i forzieri e raccogliere la chiave per proseguire nel gioco, evitando il contatto con i nemici, che riducono i punti ferita fino al game over.